# 布氏長平鰭鮠
布氏長平鰭鮠，為輻鰭魚綱鯰形目平鰭鮠科的其中一種，為熱帶淡水魚，被IUCN列為易危保育類動物，分布於非洲剛果民主共和國馬萊博湖流域，體相當細長，雙顎有錐形的齒，胸鰭有一根柔韌有彈性的棘與11個鰭條，體長可達5.4公分，棲息在底層水域，生活習性不明。